# Mochtherus sulawesiensis
Mochtherus sulawesiensis – gatunek chrząszcza z rodziny biegaczowatych i podrodziny Lebiinae.

## Taksonomia
Gatunek opisany został w 2010 roku przez Ericha Kirschenhofera. Nazwa gatunkowa pochodzi od lokalizacji. Holotypem jest samica odłowiona w 1994 roku.

## Opis
Osiąga 4,7 mm długości i 2,1 mm szerokości ciała. Głowa, przedplecze i pokrywy czarniawo-brązowe, przy czym przedplecze nieco jaśniejsze. Obrzeża przedplecza i pokryw brązowawe. Nadustek, żuwaczki, głaszczki, czułki i odnóża rudożółte. Głowa i przedplecze umiarkowanie błyszczące, zaś pokrywy matowe. Głowa pośrodku nieco wypukła, z wyłupiastymi, dużymi oczami i krótkimi skroniami. Przedplecze 1,82 razy tak szerokie jak długie, o bokach zaokrąglenie zwężających się ku przodowi. Przednia krawędź przedplecza prosta. Pokrywy szerokoowalne o bokach rozszerzonych z tyłu w płytki łuk i wierzchołku zaokrąglonym. Międzyrzędy raczej płaskie, silnie punktowane. Od podobnego Mochtherus klapperichi różni się mniejszymi rozmiarami, prostą przednią krawędzią przedplecza i krótszymi skroniami.

## Występowanie
Gatunek ten jest endemitem Indonezji, znanym jedynie z Sulawesi.